# David Beatty
Pour les articles homonymes, voir Beatty.
David Beatty, 1er comte Beatty, vicomte Borodale et baron Beatty de la Mer du Nord et Brooksby, né à Nantwich le 17 janvier 1871 et mort à Londres le 11 mars 1936, est un officier de marine britannique. Il est l'un des amiraux les plus célèbres[réf. nécessaire] de la Royal Navy du premier quart du XXe siècle.

## Biographie

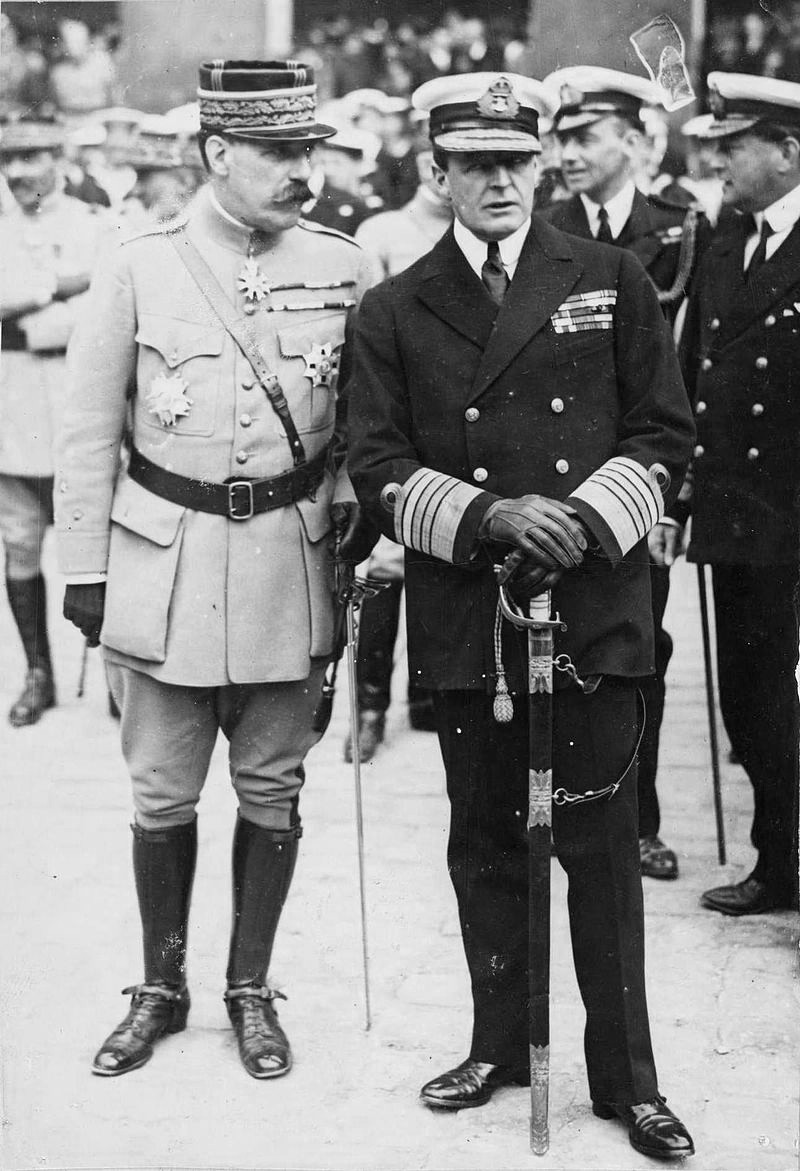
L'amiral David Beatty dissertant avec le général Berdoulat à Paris.

Né en 1871 à Nantwich, dans le Cheshire, en Angleterre, il s'engage à treize ans, dans la Royal Navy, en janvier 1884. Il sert comme enseigne (midshipman), sur le navire amiral de la Mediterranean Fleet, le HMS Alexandria. Entre 1890 et 1892, il intègre l'école des canonniers de la flotte, HMS Excellent, et obtient à la sortie son grade de lieutenant. Il embarque alors sur la corvette HMS Ruby, jusqu'en 1893, où il affecté au navire de ligne HMS Camperdown, peu de temps après la collision de celui-ci avec le HMS Victoria, accident qui faillit coûter la vie à John Jellicoe. Il est ensuite transféré sur le HMS Trafalgar.
En 1897, il obtient son premier commandement, le destroyer HMS Ranger, il participe alors à la reconquête du Soudan. Lord Kitchener, le désigne comme chef de la flottille et son assistant. Il est promu, en 1898, au cours de l'expédition, Commander. Second sur le HMS Barfleur, il se distingue, ensuite, lors de la répression des Boxers, détaché au sein de la Naval Brigade. Lors de la prise de Tianjin, en juin 1900, il est blessé deux fois au bras. La même année, il épouse Ethel Tree, fille du riche Marshall Field, ce qui lui donne des entrées dans la haute société. Beatty se fait une réputation de par son caractère entier, qui lui fait porter un uniforme non réglementaire, avec six boutons, au lieu des huit réglementaires, et la casquette constamment portée inclinée sur l'oreille.

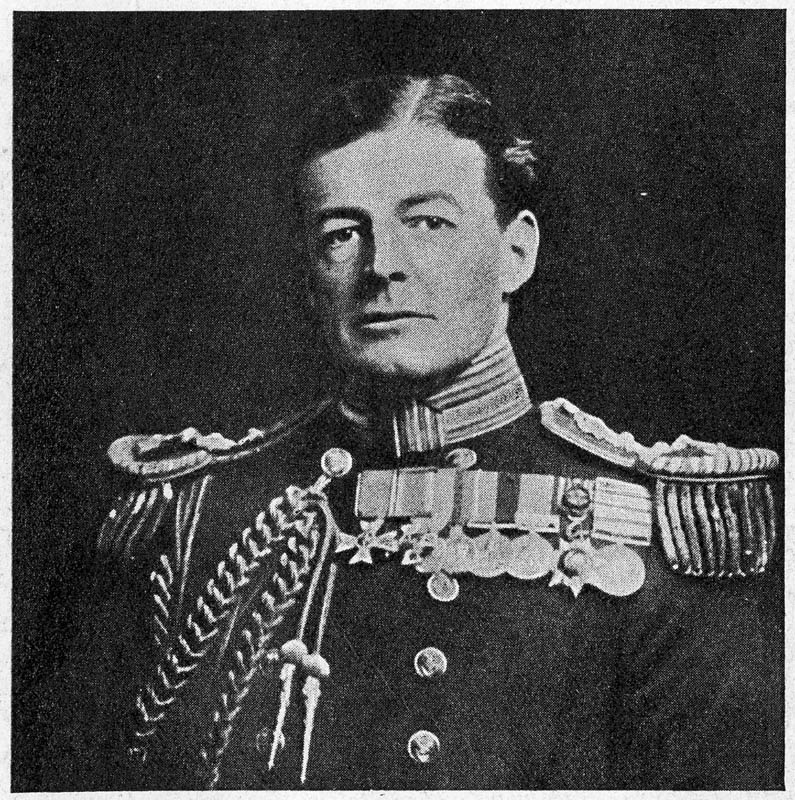
David Beatty, en uniforme de contre-amiral (avant 1915).

Promu captain le 8 novembre 1900, il commande de 1900 à 1902, le HMS Duke of Wellington, puis entre 1903 et 1905, des croiseurs HMS Juno, HMS Arrogant et HMS Suffolk. En 1906, il devient conseiller naval au sein de l'Army Council (en), avant, en 1908, de prendre le commandement du HMS Queen. Il est promu au grade de contre-amiral, le 1er janvier 1910, à l'âge de trente neuf ans, devenant ainsi le plus jeune amiral depuis Horatio Nelson, si l'on ne tient pas compte des membres de la famille royale. Alors qu'on lui propose le commandement en second de l’Atlantic Fleet, il refuse et demande à être affecté à la Home Fleet. Ce refus manque de lui coûter sa carrière, en 1912, car il est alors placé en demi-solde. L'arrivée de Winston Churchill, comme Premier Lord de l'Amirauté, qui le connaît depuis l'expédition au Soudan, va sauver son avenir professionnel. Il le prend comme secrétaire personnel. Il lui donne ensuite le commandement du First Battlecruiser Squadron (la première escadre de croiseurs de bataille), poste qu'il va occuper jusqu'en 1916.
Le 28 août 1914, il coule 6 croiseurs allemands au large de l'île de Helgoland, lors d'une opération de reconnaissance dans la mer du Nord.
En 1915, il commande à la bataille de Dogger Bank. Son intervention décisive permet de sauver la division de croiseurs légers de l'amiral Trywhitt, en très mauvaise posture face aux croiseurs allemands disposant d'une plus grande puissance de feu.
En 1916, il participe à la bataille du Jutland.
Lors de cette bataille, il est à la tête d'une division navale comprenant principalement des croiseurs de bataille c.a.d des navires plus rapides que les cuirassés type dreadnought, avec la même puissance de feu (gros canons de calibre 380 mm à longue portée)... mais presque dépourvus de blindage.
Son tempérament de fonceur le pousse  à affronter les cuirassés allemands moins bien armés mais mieux protégés et équipés d'excellents instruments optiques de pointage. Le résultat est désastreux : les croiseurs de bataille HMS Queen Mary et HMS Indefatigable, dont les soutes à munitions sont mal isolées, explosent avec des pertes  se comptant en milliers de morts et seulement quelques poignées de survivants.
Son propre navire le HMS Lion, ravagé par les incendies et les explosions de munitions, est à deux doigts de subir le même sort et ne reste à flot, de justesse, que grâce à une inondation volontaire des soutes à obus. Sur la passerelle, Beatty, s'adressant au commandant du Lion, a ce commentaire qui passera à la postérité: "It seems, Chatfield, that there is something wrong with our bloody ships, today" (On dirait, Chatfield, qu'il y a quelque chose qui cloche avec nos satanés navires aujourd'hui).
À la suite de cette bataille, il deviendra l'un des protagonistes de la controverse du Jutland. En novembre de cette même année 1916, il est promu commandant en chef de la Grand Fleet.
Le 21 novembre 1918, il reçoit, dans le Firth of Forth, la reddition officielle de la flotte allemande, 90 bâtiments suivis de 87 sous-marins. À cette occasion, il fait envoyer le message suivant « Le pavillon allemand sera baissé ce soir, jeudi, à la tombée de la nuit ; il ne sera plus hissé par la suite sans autorisation. »
Nommé amiral le 3 avril 1919, il est Premier Lord de la Mer (First Sea Lord) de 1919 à 1927, année où il part en retraite.
Il décède le 11 mars 1936. Contrairement aux vœux de la famille qui avait demandé que le commandant en chef de la Marine germanique assiste, comme pour Lord Jellicoe, à ses funérailles, il n'obtiendra que la présence de l'attaché naval de l'ambassade du Troisième Reich. Ceci pouvant être pris comme une réponse au message du 21 novembre 1918.
Sa dépouille repose en la cathédrale Saint-Paul de Londres, non loin de la crypte de Nelson.

## Distinctions
Distinction britanniques
- : Compagnon de l'Ordre du Service distingué (DSO), 17 novembre 1896[2]
- : Chevalier grand-croix de l'ordre du Bain (GCB), 1917
- : Chevalier grand-croix de l'ordre royal de Victoria (GCVO), 1917[3]
- : Membre de l'ordre du Mérite britannique (OM), 1919[4]
- Comte Beatty, vicomte Borodale et baron Beatty de la Mer du Nord et Brooksby, 18 octobre 1919[5]

Distinction étrangères
- : Ordre de Saint-Georges (Russie), 1916[6]
- : Grand-croix de la Légion d'honneur, 23 mai 1919[7]
- : Croix de guerre 1914-1918, 15 février 1919[8]
- : Grand-croix de l'ordre du Sauveur (Grèce), 21 juin 1919[9]